# Station Żugienie
Station Żugienie was een spoorwegstation in de Poolse plaats Żugienie.